# سلسلة الأحماض الأمينية المشبعة

ليوسين

إيزوليوسين

فالين

سلسلة الأحماض الأمينية المشبعة (Branched-chain amino acid)  و مختصرها BCAA هو حامض أميني يحتوي على سلسلة فرعية أليفاتية مع فرع ( لذرة كاربون مركزية محاطة بثلاث أو أكثر من ذرات الكاربون ) وبين الأحماض الأمينية المركبة للبروتينات يتوافر ثلاثة منها تعد سلاسل أحماض أمينية مشبعة (BCAA) : ليوسين ، إيزوليوسين ، فالين

و من  الأحماض الأمينية الغير مركبة للبروتينات يوجد BCAA واحد هو حامض 2-أمينوايزوبيوتريك
الأحماض الأمينية المركبة للبروتينات الثلاثة من بين التسع أحماض الأمينية الضرورية للبشر، بقدر 35% من الأحماض الأمينية في بروتينات العضلات ، و 40% من الأحماض الأمينية المتكونة تحتاجها الثدييات.
إنتاج الـ BCAA يتم في جميع أجزاء النبات ضمن البلاتسيدات في الخلية، وتحدد بوجود الـ mRNA و التي تقوم بعملية التشفير للإنزيمات في مسار التمثيل الغذائي (الأيض).

## الإحتياج
مجلس الغداء والتغذية لمعهد الطب في الولايات المتحدة حدد ان الكمية اليومية الموصى بها للأحماض الأمينية الضرورية في عام 2002 :
- من الليوسين للبالغين من 19 سنة فأكثر (42 ملغرام/كيلوغرام من وزن الجسم /يوم)
- من الإيزوليوسين (19مل غرام / كيلوغرام من وزن الجسم/يوم)
- من الفالين (24 مل غرام/كيلوغرام من وزن الجسم/يوم) [4]

النظام الغذائي الذي يصل أو يتجاوز الكمية اليومية الموصى بها لمجمل البروتينات (0.8 غرام/كيلوغرام/يوم ؛ ما يقابل 56 غرام لشخص يزن 70 كيلوغرام) ، يصل بذلك أو يتجاوز الكمية اليومية الموصى بها من BCAAs .